# 刘昌业
刘昌业（1937年11月—），山东济南人，中华人民共和国政治人物、外交官。
1997年，接替王延义，担任中华人民共和国驻奥地利大使。2000年，由卢永华接任。